# Test rozetkowy
Test rozetkowy – służy do rozróżnienia limfocytów T od pozostałych populacji komórek limfoidalnych.
Przeprowadza się go, mieszając zawiesinę komórek, w której występują limfocyty, z czerwonymi krwinkami owcy (SRBC). W efekcie limfocyty T łączą się z SRBC, co na obrazie mikroskopowym jest widoczne jako "rozetka" – ułożony w środku limfocyt jest otoczony przynajmniej trzema krwinkami czerwonymi.
Obecnie do określania i wyodrębniania populacji i subpopulacji limfocytów stosuje się inne metody, bazujące zwykle na przeciwciałach monoklonalnych, np. cytometrię przepływową.
Podstawą przedstawianego zjawiska jest obecność na limfocytach T cząsteczki CD2, nieobecnej na innych komórkach i wiążącej się swoiście z inną cząsteczką, LFA-3. Erytrocyty owcy wykazują na powierzchni obecność białka o podobnej do LFA-3 budowie, które łączy się z CD2. Wynikiem tego przyłączania jest właśnie powstająca rozetka.